# Oussama El Azzouzi
Oussama El Azzouzi (arabsky: أسامة العزوزي) (* 29. května 2001) je marocký profesionální fotbalista, který hraje na pozici defenzivního záložníka za italský klub Bologna FC 1909. Narodil se v Nizozemsku, ale hraje za marocký národní tým.

## Klubová kariéra
El Azzouzi se narodil 29. května 2001 ve Veenendaalu v Nizozemsku. S fotbalem začal v mateřském klubu VRC ve věku osmi let, poté hrál v mládežnických akademiích Vitesse a Groningenu, stejně jako v amatérském klubu DOVO. Svůj profesionální debut v Eerste Divisie si odbyl za Emmen, přičemž jim pomohl získat postup do Eredivisie jako šampionům na konci sezóny 2021/22. V červenci 2022 podepsal tříletou smlouvu s Union SG, s možností prodloužení o další rok. Svůj debut za Union si odbyl 6. srpna 2022, při venkovní výhře 3:0 nad Mechelenem.
Dne 20. července 2023 podepsal El Azzouzi smlouvu s klubem Bologna FC 1909 hrajícím Serii A.

## Reprezentační kariéra
El Azzouzi se narodil v Nizozemsku a má marocký původ. V březnu 2023 byl povolán do marocké reprezentace U23.
V červnu 2023 byl zařazen do finálního kádru na Africký pohár národů do 23 let 2023, který se konal v Maroku, kde Atlasští lvi získali svůj první titul a kvalifikovali se na Letní olympijské hry 2024.
V říjnu 2023 byl poprvé povolán do seniorského národního týmu Maroka. Svůj seniorský debut za Maroko si odbyl 17. října 2023, kdy nastoupil při domácím vítězství 3:0 nad Libérií v kvalifikačním utkání na Africký pohár národů 2023.

## Osobní život
El Azzouzi je dvojčetem fotbalisty Anouara El Azzouziho.

## Statistiky

### Klubové
Platí k zápasu hranému 9. května 2025.
| Klub              | Sezóna            | Liga               | Liga   | Liga | Národní pohár | Národní pohár | Kontinentální | Kontinentální | Celkově | Celkově |
| Klub              | Sezóna            | Soutěž             | Zápasy | Góly | Zápasy        | Góly          | Zápasy        | Góly          | Zápasy  | Góly    |
| ----------------- | ----------------- | ------------------ | ------ | ---- | ------------- | ------------- | ------------- | ------------- | ------- | ------- |
| Emmen             | 2021/22           | Eerste Divisie     | 34     | 1    | 2             | 0             | —             | —             | 36      | 1       |
| Union SG          | 2022/23           | Jupiler Pro League | 23     | 0    | 4             | 2             | 7             | 0             | 34      | 2       |
| Bologna           | 2023/24           | Serie A            | 18     | 2    | 2             | 0             | —             | —             | 20      | 2       |
| Bologna           | 2024/25           | Serie A            | 2      | 0    | 1             | 0             | 0             | 0             | 3       | 0       |
| Bologna           | Celkově           | Celkově            | 20     | 2    | 3             | 0             | 0             | 0             | 23      | 2       |
| Celkově v kariéře | Celkově v kariéře | Celkově v kariéře  | 95     | 3    | 9             | 2             | 7             | 0             | 113     | 5       |

## Úspěchy
FC Emmen
- Eerste Divisie: 2021/22

Bologna
- Coppa Italia: 2024/25

Maroko U23
- Africký pohár národů do 23 let: 2023
- Bronzová medaile na Letních olympijských hrách: 2024